# Ian Paia
Ian Paia (20 de octubre de 1990) es un futbolista salomonense que juega como delantero en el Solomon Warriors FC.

## Carrera
Empezó su carrera como futbolista en el Koloale FC en 2010. En 2014 pasó al Solomon Warriors FC.

### Clubes
| Club                | País          | Año             |
| ------------------- | ------------- | --------------- |
| Koloale FC          | Islas Salomón | 2010 - 2014     |
| Solomon Warriors FC | Islas Salomón | 2014 - 2017     |
| Ifira Black Bird FC | Vanuatu       | 2017            |
| Solomon Warriors FC | Islas Salomón | 2017 - Presente |

### Selección nacional
Paia jugó el Torneo Preolímpico de la OFC 2012 representando a la selección Sub-23 salomonense, en donde disputó 3 encuentros y convirtió 7 goles. Con la selección mayor consiguió la medalla de plata en los Juegos del Pacífico 2011.